# العلاقات الأفغانية المالطية
العلاقات الأفغانية المالطية هي العلاقات الثنائية التي تجمع بين أفغانستان ومالطا.

## مقارنة بين البلدين
هذه مقارنة عامة ومرجعية للدولتين:
| وجه المقارنة                                              | أفغانستان                    | مالطا                                                     |
| --------------------------------------------------------- | ---------------------------- | --------------------------------------------------------- |
| المساحة (كم2)                                             | 652.23 ألف                   | 316                                                       |
| عدد السكان (نسمة)                                         | 34.94 مليون                  | 465.29 ألف                                                |
| الكثافة السكانية (ن./كم²)                                 | 53.57                        | 147.24 ألف                                                |
| العاصمة                                                   | كابل                         | فاليتا                                                    |
| اللغة الرسمية                                             | اللغة البشتوية، اللغة الدرية | اللغة المالطية، لغة إنجليزية                              |
| العملة                                                    | أفغاني                       | يورو، ليرة مالطية                                         |
| الناتج المحلي الإجمالي (بليون دولار)                      | 20.82 مليار                  | 12.54 مليار                                               |
| الناتج المحلي الإجمالي (تعادل القوة الشرائية) بليون دولار | 62.62 مليار                  | 14.68 مليار                                               |
| الناتج المحلي الإجمالي الاسمي للفرد دولار أمريكي          | 594                          | 22.60 ألف                                                 |
| الناتج المحلي الإجمالي للفرد دولار أمريكي                 | 1.93 ألف                     |                                                           |
| مؤشر التنمية البشرية                                      | 0.479                        | 0.839                                                     |
| رمز المكالمات الدولي                                      | +93                          | +356                                                      |
| رمز الإنترنت                                              | .af                          | .mt                                                       |
| المنطقة الزمنية                                           | ت ع م+04:30                  | توقيت وسط أوروبا، ت ع م+01:00، ت ع م+02:00، أوروبا/مالطا ‏ |

## منظمات دولية مشتركة
يشترك البلدان في عضوية مجموعة من المنظمات الدولية، منها:
| علم المنظمة | اسم المنظمة                               | تاريخ انضمام أفغانستان | تاريخ انضمام مالطا |
| ----------- | ----------------------------------------- | ---------------------- | ------------------ |
|             | يونسكو                                    | 4 مايو 1948            | 10 فبراير 1965     |
|             | وكالة ضمان الاستثمار متعدد الأطراف        | 16 يونيو 2003          | 12 سبتمبر 1990     |
|             | الأمم المتحدة                             | 19 نوفمبر 1946         | 1 ديسمبر 1964      |
|             | الاتحاد البريدي العالمي                   | ?                      | ?                  |
|             | البنك الدولي للإنشاء والتعمير             | 14 يوليو 1995          | 26 سبتمبر 1983     |
|             | الاتحاد الدولي للاتصالات                  | 12 أبريل 1928          | 1965               |
|             | منظمة حظر الأسلحة الكيميائية              | ?                      | ?                  |
|             | مؤسسة التمويل الدولية                     | 23 سبتمبر 1957         | 1 يونيو 2005       |
|             | المركز الدولي لتسوية المنازعات الاستشارية | 25 يوليو 1968          | 3 ديسمبر 2003      |
|             | منظمة الشرطة الجنائية الدولية             | ?                      | ?                  |

## وصلات خارجية
- موقع وزارة الخارجية الأفغانية
- موقع وزارة الخارجية المالطية